# Adelina Adalis
Adelina Adalis (également Adalis-Iephron, née Adelina Alekseievna Viskovata et, jusqu'à l'âge de cinq ans, Adelina Iefimovna Iefron ou Efron ; en russe, respectivement Адели́на Ада́лис, Адалис-Ефрон, Аделина Алексеевна Висковатова, et Адели́на Ефи́мовна Ефро́н ou Эфрон,), née en 1900 à Saint-Pétersbourg et morte le 13 août 1969 à Moscou, est une poétesse, romancière et traductrice russe et soviétique.

## Biographie
Adelina Viskovata nait le 13 juillet 1900 (26 juillet dans le calendrier grégorien) à Saint-Pétersbourg. Son père est exilé après la  Révolution russe de 1905, et meurt d'une pneumonie, sa mère, ballerine, meurt également prématurément. L'enfant est adopté dans la famille de sa mère et porte le nom de Iefron ou Efron et le nom patronymique de Iefimovna.
Elle commence à écrire des vers en 1913. Les premiers publiés le sont en 1918. Ses poèmes sont alors d'inspiration néo-classique, avec une forte influence de l'Acméisme. Elle prépare un recueil, intitulé Premier avertissement («Первое предупреждение»), qui n'est pas publié.
Au début des années 1920, elle devient une proche et une disciple de Valéri Brioussov. Il lui dédie plusieurs de ses poèmes (dont Série fatale («Роковой ряд»), le dernier sonnet ans de La Liste de Don Juan («Донжуанский список»). La mort de son amant en 1924 la touche profondément. Elle quitte Petrograd pour Odessa, où elle fait partie du Collectif de poètes, puis devient journaliste en Asie centrale, où elle vit jusqu'en 1931, et rédige plusieurs essais, dont le livre Parcours de sable («Песчаный поход», 1929).
Elle écrit aussi à partir du matériel qu'elle a rassemblé dans le Turkestan un roman d'aventure mêlé de science-fiction, Abdjed Khevez Khioutti («Абджед Хевез Хютти», 1926), qui décrit une ancienne civilisation perdue et fictive, située dans les montagnes du Pamir.
Son premier recueil poétique, Pouvoir («Власть»), paraît en 1934.
Son œuvre poétique est louée par Ossip Mandelstam : dans la revue Moscou littéraire («Литературная Москва»), il écrit en 1922 que « la voix [des vers d'Adalis] atteint parfois une force masculine et vraie », en 1935, il fait une analyse détaillée de son travail poétique et de son recueil Pouvoir , publiée dans la revue de Voronej, Montée («Подъем», n ° 6, septembre 1935). Certains de ses motifs poétiques sont repris dans les derniers vers de Mandelstam.
Elle a traduit les poètes de l'Asie centrale et de Transcaucasie, classiques, comme Nasir e Khosraw, Djami, Nahapet Koutchak, Fuzûlî, et de nombreux contemporains, comme Samed Vurgun, Jamboul Jabayev et Mirzo Tursunzoda (ru). Un poème tiré d'un roman de Rabindranath Tagore a été mis en musique, dans la traduction d'Adalis, par Alexeï Rybnikov, et repris dans le film Vous n’en avez jamais rêvé..., trouvant ainsi une large notoriété.
Adelina Adalis se passionnait pour les sciences exactes, la physique, la biologie, ainsi que la cosmogonie, l'histoire, l'archéologie, et la cybernétique.
Limbus Presse («Лимбус Пресс») ont publié en 2002 à Saint-Pétersbourg, après une longue interruption éditoriale, Insomnie («Бессонница»), un recueil de poèmes et de traductions d'Adelina Adalis des années 1920-1969. L'ouvrage comprend également des textes de Valery Brioussov et d'ossis Mandelstam qui lui sont consacrés.
Adelina Adalis a épousé l'écrivain Ivan Vladimirovitch Sergueiev (1903-1964), avec lequel elle a écrit le roman Abdjed Khevez Khioutti. Son fils, Vladimir Sergueiev, est poète et auteur-compositeur et sa fille Ioulia Ivanovna Sergeieva, metteur en scène et dramaturge.

## Distinctions
- Ordre de l'Insigne d'honneur (31.01.1939)
- Médaille pour le Mérite au Travail (ru) (23.10.1954)

## Publications
Publications

### Poésie
- (ru) Власть: Стихи [« Pouvoir. Vers »] (ill. Э. Визин (E. Vizine)), Moscou, Сов. писатель,‎ 1934, 68 p. ;
- (ru) Кирову: Лирическая поэма [« À Kirov. Poème lyrique »] (ill. Б. Бажанова (B. Bajanova)), Moscou, ГИХЛ,‎ 1935, 58 p. ;
- (ru) Братство: Стихи [« Fraternité. Vers »] (ill. Г. Рифтин (G. Riftine)), Moscou, Гослитиздат,‎ 1937, 48 p. ;
- (ru) Богатыри народа: Стихи [« Le peuple des Bogatyr »], Moscou, Сов. писатель,‎ 1943, 36 p. ;
- (ru) Стихи и поэмы [« Vers et poèmes »] (ill. И. Николаевцев (I. Nikolaïev)), Moscou, Сов. писатель,‎ 1948, 124 p. ;
- (ru) Восточный океан: Стихи [« L'océan oriental. Vers »] (ill. Э. Визин (E. Vizine)), Moscou, Сов. писатель,‎ 1949, 92 p. ;
- (ru) Новый век: Стихотворения и поэмы [« Un nouveau siècle. Vers et poèmes »], Moscou, Сов. писатель,‎ 1960, 103 p. ;
- (ru) Города: Стихи [и поэма «Баллады о городе Омске»] [« Villes.Vers [Et le poème « Ballade de la ville d'Omsk »] »] (ill. Э. Визин (E. Vizine)), Moscou, Сов. писатель,‎ 1962, 139 p. ;
- (ru) До начала: Новые стихи [« Avant le début »], Moscou, Сов. писатель,‎ 1966, 79 p. ;
- (ru) Январь — сентябрь: Стихи и поэма [« Janvier - septembre. Vers et poème »], Moscou, Сов. писатель,‎ 1970, 104 p. ;
- (ru) Бессонница: Избранные стихи [« Insomnie. Vers choisis »] (Textes rassemblés et introduits par I. Sergueïeva et M. Sinelnikov (Ю. Сергеева и М. Синельников)), Saint-Pétersbourg, Лимбус Пресс,‎ 2002, 228 p..

### Traductions
- (ru) Алазан В. (V. Alazan) (trad. de l'arménien par Adalis et Pantchenko), Век против века: Поэма [« Siècle contre siècle. Poème »], Moscou, Сов. лит-ра,‎ 1934, 54, [3] ;
- (ru) Переводы: Стихи [« Traductions. Vers »] (trad. Adalis), Moscou, Гослитиздат,‎ 1936, 53, [2] ;
- (ru) Турсунзаде, Мирза (Mirzo Tursunzoda) (trad. du tadjik par Adalis), Индийская баллада: Сборник стихов [« Ballade indienne. Recueil de vers »], Stalinabad, Гос. изд. Тадж. ССР,‎ 1947, 53, [2] ;
- (ru) Турсунзаде, Мирза (Mirzo Tursunzoda) (trad. du tadjik par Adalis), Индийская баллада: Стихи [« Ballade indienne. Vers »], Moscou, Правда,‎ 1948, 24 p. ;
- (ru) Камоль Худжанди (Kamol Khydjandi) (trad. du tadjik par Adalis, Textes rassemblés, présentés et revus par I. S. Braguinski (И. С. Брагинский)), Избранная лирика [« Poésies lyriques choisies »], Stalinabad, Гос. изд. Тадж. ССР,‎ 1949, 72 p. ;
- (ru) Сайидо Насафи (Saïdo Nassafi) (trad. du tadjik par Adalis), Избранное [« Vers choisis »], Stalinabad, Гос. изд. Тадж. ССР,‎ 1949, 100 p. ;
- (ru) Сайидо Насафи (Saïdo Nassafi) (trad. du tadjik par Adalis, Textes rassemblés et introduits par A. Mirzoïev (А. Мирзоев)), Избранное [« Vers choisis »], Stalinabad, Таджикгосиздат,‎ 1954, 99 p. ;
- (ru) Миршакар М. (M. Mirchakar) (trad. du tadjik par Adalis et Sergueïev, ill. В. Фомин (V. Fomine)), Ленин на Памире: Поэма [« Lénine sur le Pamir. Poème »], Douchanbé, Ирфан,‎ 1970, 48 p. ;
- (ru) Поэты Востока: Избр. пер. [« Poètes orientaux. Traductions choisies »] (préface de L. Ozerov (Л. Озеров)), Moscou, Наука,‎ 1979, 333 p..

### Prose
- (ru) …Абджед хевез хютти… Роман приключений [« ... Abdjed Khevez Khioutti... Roman d'aventure »] (co auteur : I. Sergueïev (И. Сергеев)), Moscou - Leningrad, Молодая гвардия,‎ 1927, 224 p. ;
- (ru) Песчаный поход: Очерки [« Parcours de sable. Esquisses »], Moscou, Федерация,‎ 1929, 133, [2] ;
- (ru) Вступление к эпохе. Повесть о начале счастья [« Introduction à une époque. Une nouvelle sur le début du bonheur »], Moscou, Сов. лит-ра,‎ 1934, 164 p. ;
- (ru) Азери. [Повесть]. Для сред. возраста [« Les Azeris. Nouvelle. Pour tous les âges »] (ill. Е. Авалиани (I. Avaliani)), Moscou - Leningrad, Детиздат,‎ 1940, 128 p. ;
- (ru) Любите поэзию [« Aimez la poésie »], Moscou, Знание,‎ 1961, 112 p..